# CSIO de Spruce Meadows

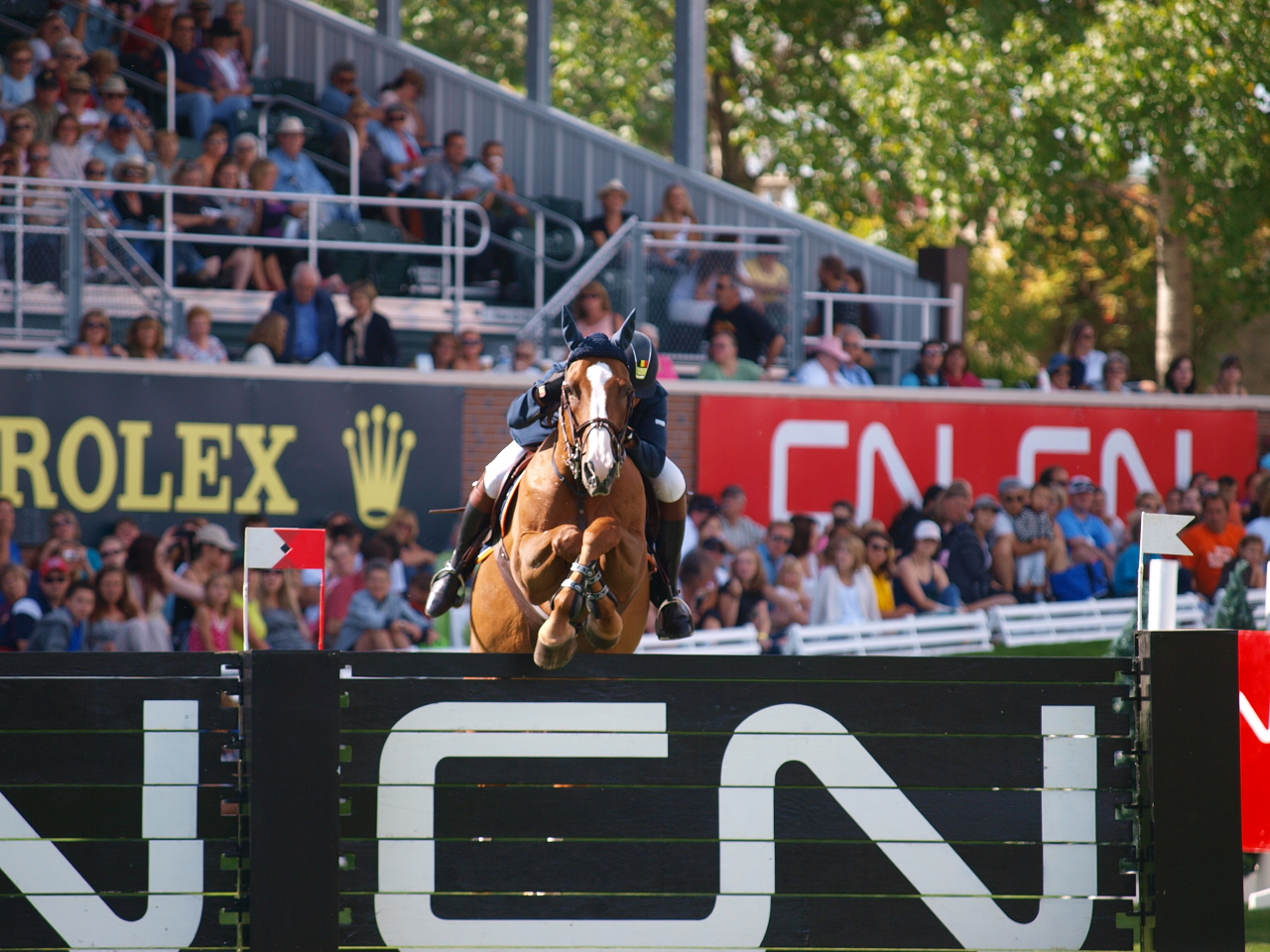
Saut d’obstacles aux Spruce Meadows Masters 2011.

Le CSIO de Spruce Meadows est une épreuve de saut d'obstacles équestre, organisée chaque automne à Calgary, en Alberta. Il est soutenu par la Coupe des nations Banque de Montréal qui offre une bourse de 350 000 dollars canadiens. Ce CSIO est remarquable en tant qu'« événement de saut d'obstacles par équipe le plus riche du monde », ainsi que par sa dotation de 1 000 000 dollars canadiens. Le montant total des récompenses sportives des Masters de Spruce Meadows dépasse les 2 millions de dollars, ce qui en fait l'un des événements de saut d'obstacles les mieux dotés au monde.
Historiquement, la Grande-Bretagne a remporté le plus grand nombre de titres en Coupe des nations à Spruce Meadows, avec 10 victoires sur 29 éditions. La victoire du Canada en 2006 marque la première victoire d'une équipe à domicile en Coupe des nations.
L'édition 2020, initialement prévue du 9 au 13 septembre, est annulée par le comité d'organisation le 5 mai, en raison de la pandémie de maladie à coronavirus.

## Histoire
Le site, exploitation agricole à l'époque, est acquis en 1971 par la famille Southern. Des travaux de construction débutent en 1973, pour une ouverture officielle de  Spruce Meadows le 13 avril 1975. Les premières compétitions officielles débutent l'année suivante.

## Liste des vainqueurs du masters
| Année | Pays vainqueur | Cavalier           | Cheval           | Total des fautes | Pays second                   | Total des fautes              | pays troisième                | Total des fautes |
| ----- | -------------- | ------------------ | ---------------- | ---------------- | ----------------------------- | ----------------------------- | ----------------------------- | ---------------- |
| 2016  | Suisse         |                    |                  |                  |                               |                               |                               |                  |
| 2015  | Brésil         | Rodrigo Pessoa     | Status           | 13               | France                        | 16                            | Canada                        | 24               |
| 2014  | Canada         | Éric Lamaze        | Zigali P.S.      | 9                | États-Unis                    | 13                            | Belgique                      | 21               |
| 2013  | Allemagne      | Hans Dieter Dreher | Colore           | 8* (0)           | Belgique                      | 8 (4)                         | France                        | 8 (4)            |
| 2012  | Allemagne      | Christian Ahlmann  | Taloubet Z       | 17               | Irlande                       | 22                            | Pays-Bas                      | 25               |
| 2011  | France         | Roger-Yves Bost    | Idéal de la Loge | 18               | Canada                        | 21                            | Suisse                        | 25               |
| 2010  | États-Unis     |                    |                  | 17               | Irlande                       | 21                            | Canada                        | 25               |
| 2009  | Pays-Bas       |                    |                  | 1                | États-Unis                    | 12                            | Mexique                       | 14               |
| 2008  | États-Unis     |                    |                  | 4                | Pays-Bas, Canada et Allemagne | Pays-Bas, Canada et Allemagne | Pays-Bas, Canada et Allemagne | 8                |
| 2007  | Allemagne      | Christian Ahlmann  | Cöster           | 12* (0)          | Pays-Bas                      | 12 (4)                        | Canada                        | 13               |
| 2006  | Canada         | Ian Millar         | In Style         | 10* (4)          | Royaume-Uni                   | 10 (8)                        | États-Unis                    | 16               |
| 2004  | Allemagne      |                    |                  |                  |                               |                               |                               |                  |
| 2003  | Allemagne      |                    |                  |                  |                               |                               |                               |                  |
| 2002  | États-Unis     |                    |                  | 20               | Allemagne                     | 32                            | Suisse                        | 35               |
| 2001  | Irlande        |                    |                  |                  | États-Unis                    |                               |                               |                  |
| 2000  | Irlande        |                    |                  |                  |                               |                               |                               |                  |
| 1999  | Allemagne      |                    |                  |                  |                               |                               |                               |                  |
| 1998  | Allemagne      |                    |                  |                  |                               |                               |                               |                  |
| 1997  | Pays-Bas       |                    |                  |                  |                               |                               |                               |                  |
| 1996  | Royaume-Uni    |                    |                  |                  |                               |                               |                               |                  |
| 1995  | Irlande        |                    |                  |                  |                               |                               |                               |                  |
| 1994  | États-Unis     |                    |                  |                  |                               |                               |                               |                  |
| 1993  | France         |                    |                  |                  |                               |                               |                               |                  |

* Indique une victoire par barrage avec les nombres entre crochets indiquant les fautes commises lors du barrage
- La compétition de 2005 n’a pas donné de résultats en raison des fortes pluies.

### Résultats de la Coupe des nations 2006
Même si elle n’a fait que six fautes jusqu’au dernier passage, la Grande-Bretagne a créé une situation de barrage lors de la dernière course. Son équipe a gagné quatre points pour égaler les dix points du Canada. La compétition a ensuite culminé dans un barrage entre les deux équipes, Michael Whitaker et Ian Millar ayant été sélectionnés pour représenter leurs équipes respectives. Malgré une faute pour la première fois ce jour-là, c'est le Canadien Ian Millar qui l'emporte avec son hongre In Style, assurant la première victoire du Canada à ce tournoi. La médaille de bronze a été remportée par l’équipe nationale des États-Unis. L'Allemagne occupe la quatrième place dans les classements restants, la cinquième place revient aux Pays-Bas, et la Belgique termine au sixième rang.
Malgré des températures relativement chaudes et des averses venteuses l'après-midi, la participation à la finale de la Coupe des Nations 2006, qui s'est tenue le samedi 9 septembre, a avoisiné les 60 870 spectateurs, un record pour une journée à Spruce Meadows.

## Masters Grand Prix
Le Masters est l'un des meilleurs Grands Prix du monde du saut d'obstacles : le Grand Prix international CN est doté d'un million de dollars (anciennement connu sous le nom de Grand Prix international du Maurier Limited) 

### Gagnants Grand Prix international CN
- 2016 Scott Brash  Royaume-Uni[9]
- 2015 Scott Brash  Royaume-Uni et Hello Sanctos
- 2014 Ian Millar  Canada et Dixson
- 2013 Pieter Devos  Belgique et Candy
- 2012 Olivier Philippaerts  Belgique et Cabrio Van De Heffinck
- 2011 Éric Lamaze  Canada et Hickstead
- 2010 Jeroen Dubbeldam  Pays-Bas et Simon
- 2009 McLain Ward  États-Unis et Sapphire
- 2008 Nick Skelton  Royaume-Uni et Arko III
- 2007 Éric Lamaze  Canada et Hickstead
- 2006 Eugénie Angot  France et Cigale du Taillis
- 2005 Beezie Madden  États-Unis et Judgement
- 2004 Jos Lansink  Belgique et Cumano
- 2003 Otto Becker  Allemagne et Dobels Cento
- 2002 Ludger Beerbaum  Allemagne et Goldfever 3
- 2001 Rodrigo Pessoa  Brésil et Gandini Lianos
- 2000 Rodrigo Pessoa  Brésil et Gandini Lianos
- 1999 René Tebbel  Allemagne et Radiator
- 1998 Nick Skelton  Royaume-Uni et Virtual Village Hopes Are High
- 1997 Leslie Burr-Howard  États-Unis et S'Blieft
- 1996 Peter Charles  Irlande et La Ina
- 1995 Michael Whitaker  Royaume-Uni et Everest Two-Step
- 1994 John Whitaker  Royaume-Uni et Everest Grannusch
- 1993 Nick Skelton  Royaume-Uni et Everest Dollar Girl
- 1992 John Whitaker  Royaume-Uni et Henderson Gammon
- 1991 Ian Millar  Canada et Big Ben
- 1990 Otto Becker  Allemagne et Optibeurs Pamina
- 1989 Michael Whitaker  Royaume-Uni et Next Mon Santa
- 1988 George Morris  États-Unis et Rio
- 1987 Ian Millar  Canada et Big Ben
- 1986 John Whitaker  Royaume-Uni et Next Milton
- 1985 Nick Skelton  Royaume-Uni et Everest St. James
- 1984 Heidi Robbiani  Suisse et Jessica V
- 1983 Norman Dello Joio  États-Unis et I Love You
- 1982 Malcolm Pyrah  Royaume-Uni et Towerlands Anglezarke
- 1981 David Broome  Royaume-Uni et Queens Way Philco
- 1980 Rob Ehrens  Pays-Bas et Koh i Noor
- 1979 Eddie Macken  Irlande et le Carroll's Boomerang[10]
- 1978 Caroline Bradley  Royaume-Uni et Tigre
- 1977 John Simpson  Canada et Texas
- 1976 Michael Vaillancourt  Canada et Branch County

* Résultats fournis par la secrétaire de Spruce Meadows.